# アイ・ゲス・アイル・ハング・マイ・ティアーズ・アウト・トゥ・ドライ
「アイ・ゲス・アイル・ハング・マイ・ティアーズ・アウト・トゥ・ドライ」（I Guess I'll Hang My Tears Out to Dry）は、ジューリー・スタイン作曲、サミー・カーン作詞による1944年のトーチソングかつジャズ・スタンダード。この曲はミュージカル『Glad To See You』（ボストン公演で終幕し、ブロードウェイにはかからなかった）の中で映画スターのジェイン・ウィザースによって披露された。スタインとカーンはそれまでにもウィザース出演の映画向けに複数の楽曲を書いていた。

## 主な録音
- ハリー・ジェイムス（ボーカル担当：キティ・カレン（英語版）） - コロムビア36778（1945年）
- フランク・シナトラとアレックス・ストダール（英語版） - コロムビア38474（1946年）
- ミリー・ヴァーノン - 『イントロデューシング』(Introducing Milli Vernon)（1956年）
- フランク・シナトラ - 『オンリー・ザ・ロンリー』(Frank Sinatra Sings for Only the Lonely)（1958年）
- キャノンボール・アダレイ - 『テイクス・チャージ』(Cannonball Takes Charge)（1959年）
- デクスター・ゴードン - 『ゴー！』(Go)（1962年）
- アイリーン・クラール - 『ベター・ザン・エニシング』(Better Than Anything)（1963年）
- サラ・ヴォーン - 『サラ・シングス・ソウルフリー』(Sarah Sings Soulfully)（1963年）
- レイ・チャールズ - Sweet & Sour Tears （1964年）
- ジャック・ジョーンズ - Where Love Has Gone （1964年）
- カーメン・マクレエ - 『ビタースウィート』(Bittersweet)（1964年）
- リンダ・ロンシュタット - 『ホワッツ・ニュー』(What's New)（1983年）
- メル・トーメ - Sing Sing Sing （1992年）
- ダイアン・シューア（英語版） - In Tribute （1992年）
- フランク・シナトラ、カーリー・サイモン - 『デュエッツ』(Duets)（1993年）
- ジョン・ピザレリ（英語版） ジョン・ピザレリ・トリオ "After Hours" （1996年）
- ローズマリー・クルーニーとカウント・ベイシー・オーケストラ - At Long Last （1998年）
- キース・ジャレット・トリオ - 『マイ・フーリッシュ・ハート』(My Foolish Heart)（2001年）
- パティ・ルポーン - The Lady With the Torch （2006年）
- ダイアナ・クラール - Quiet Nights （2009年）
- ロイス・キャンベル（英語版） - All Ballads And A Bossa （2012年）
- スティーヴ・タイレル - The Songs of Sammy Cahn （2013年）
- セス・マクファーレン - No One Ever Tells You （2015年）